# Aucamville, Tarn-et-Garonne
Aucamville är en kommun i departementet Tarn-et-Garonne i regionen Occitanien i södra Frankrike. Kommunen ligger i kantonen Verdun-sur-Garonne som tillhör arrondissementet Montauban. År 2022 hade Aucamville 1 552 invånare.

## Monument

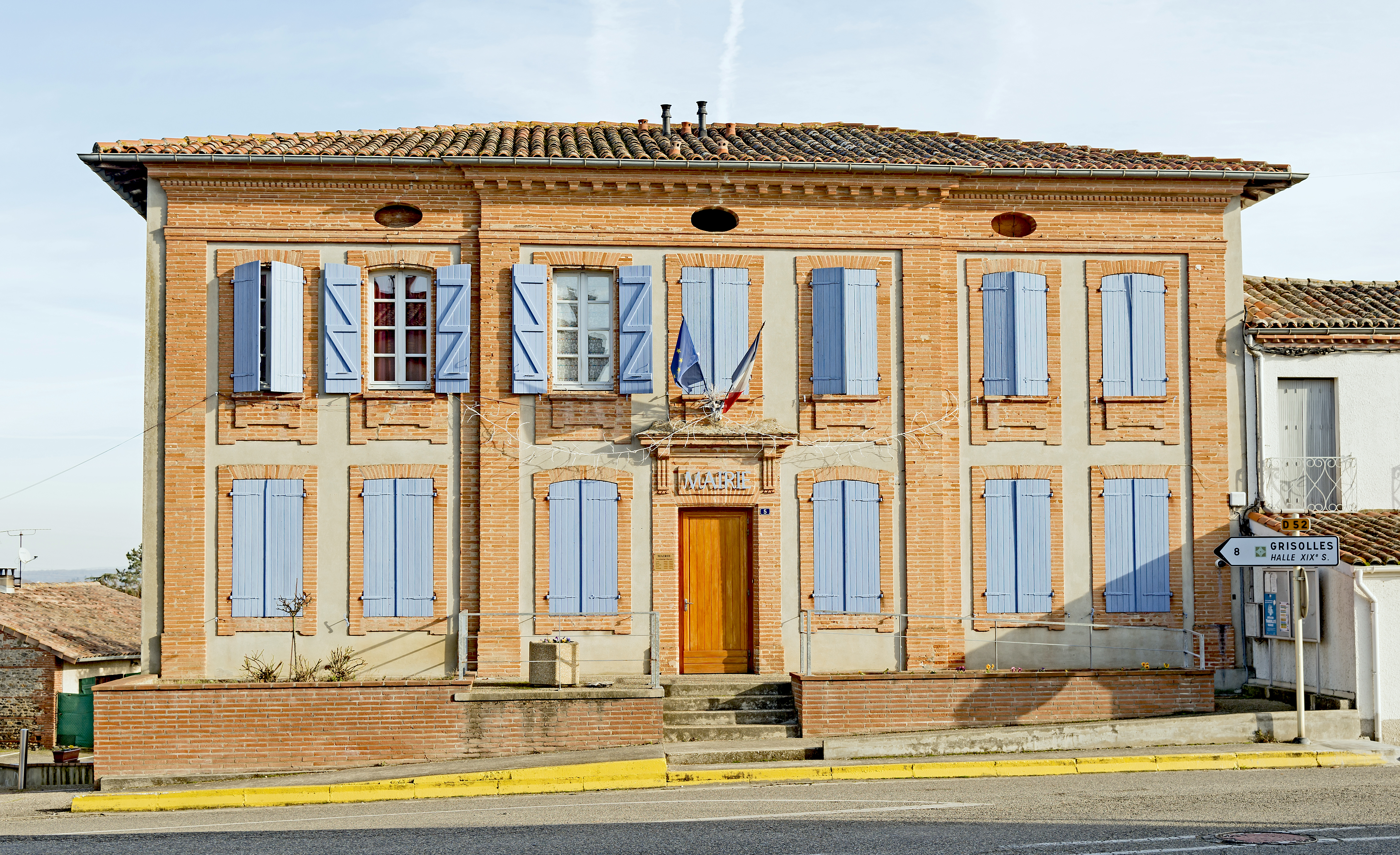
Rådhuset.
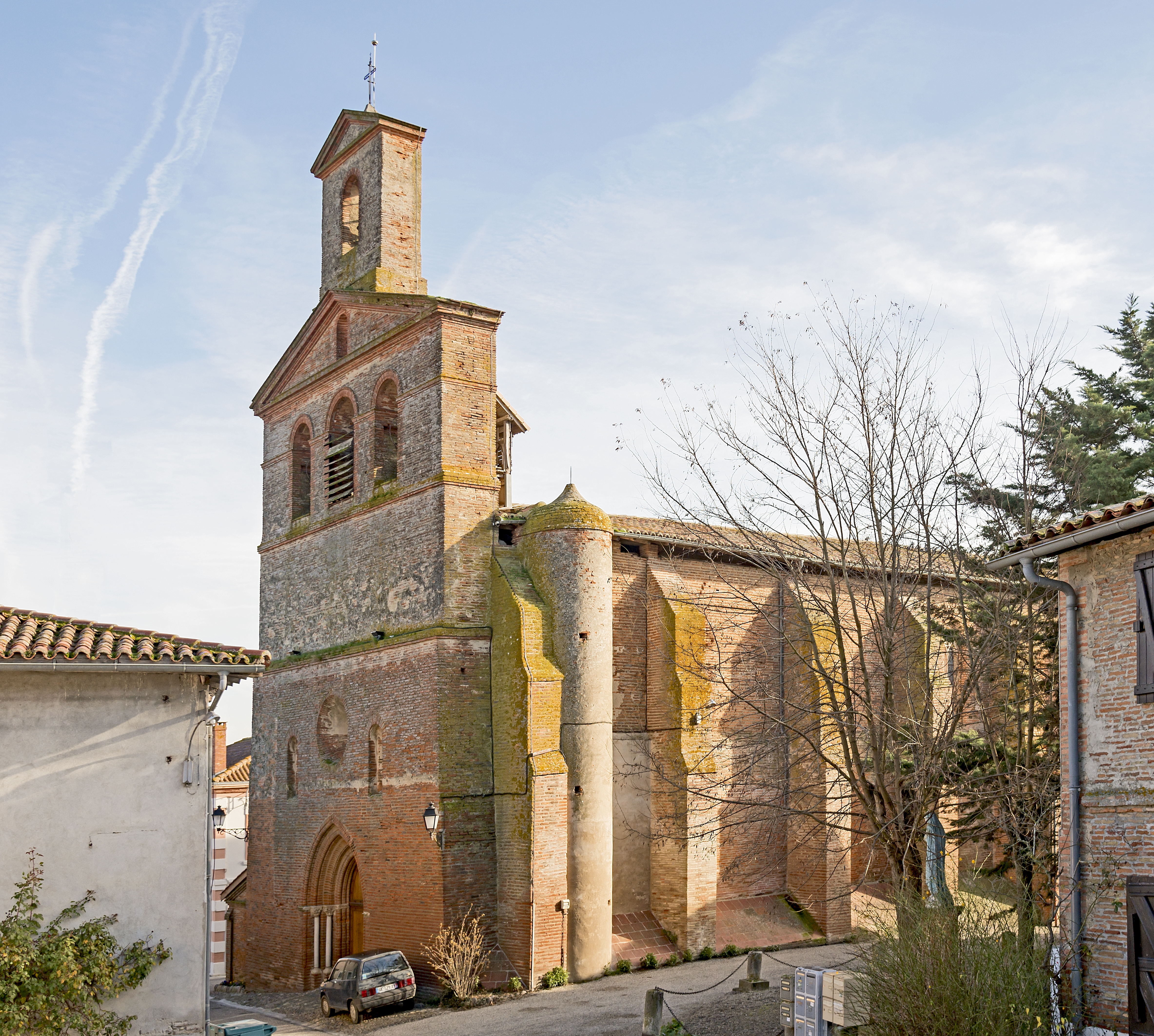
Kyrkan.
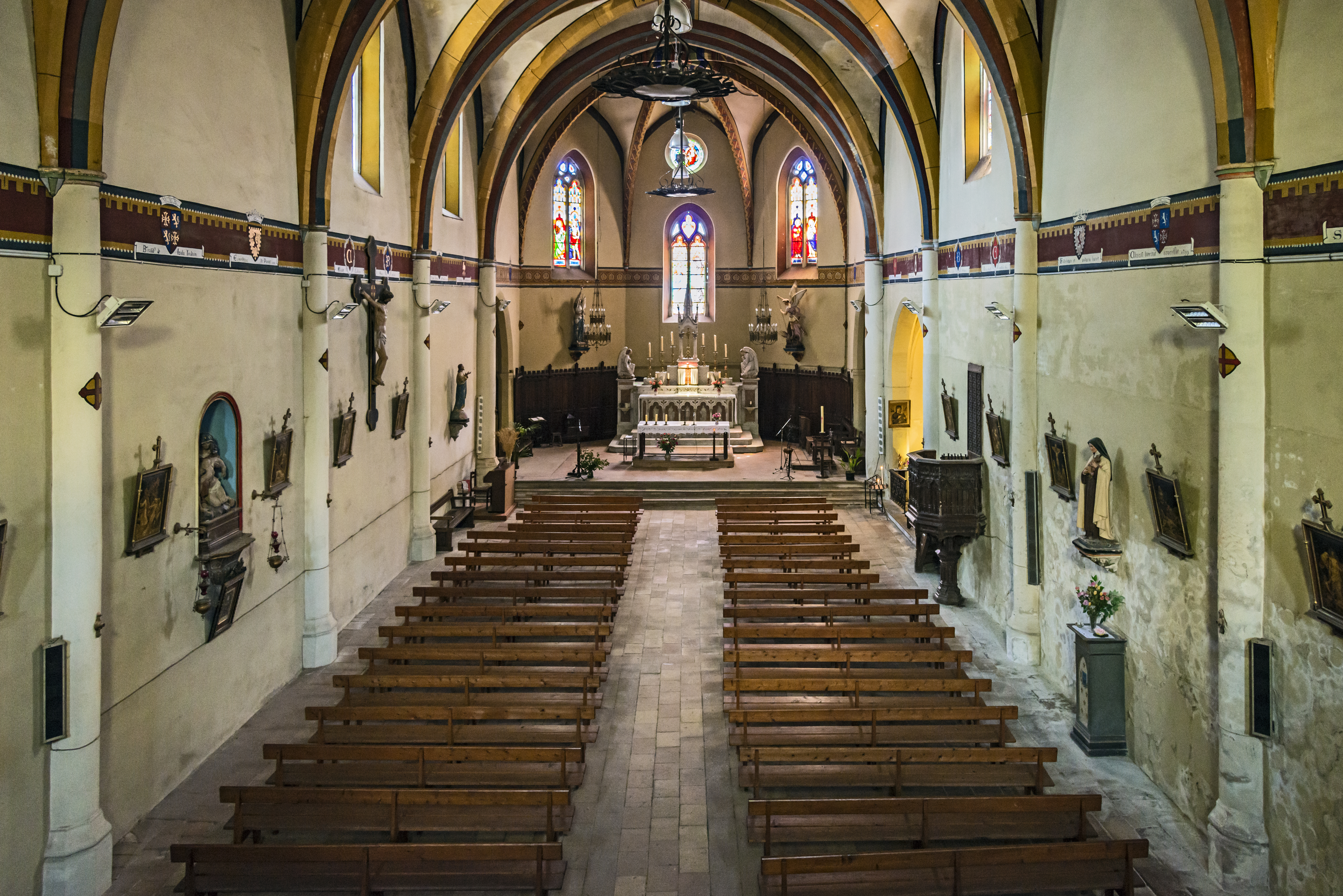
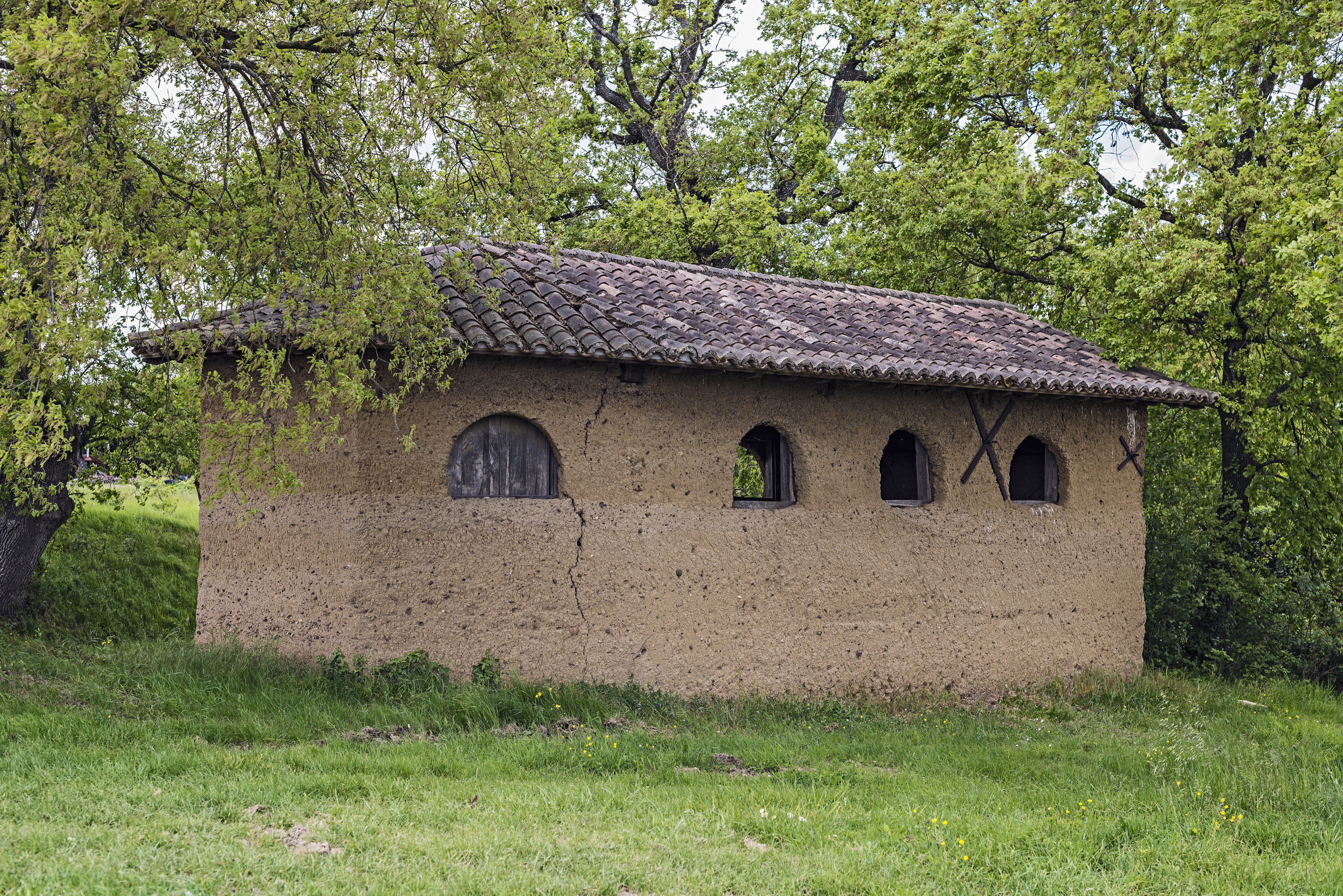
Johannes Döparen Chapel
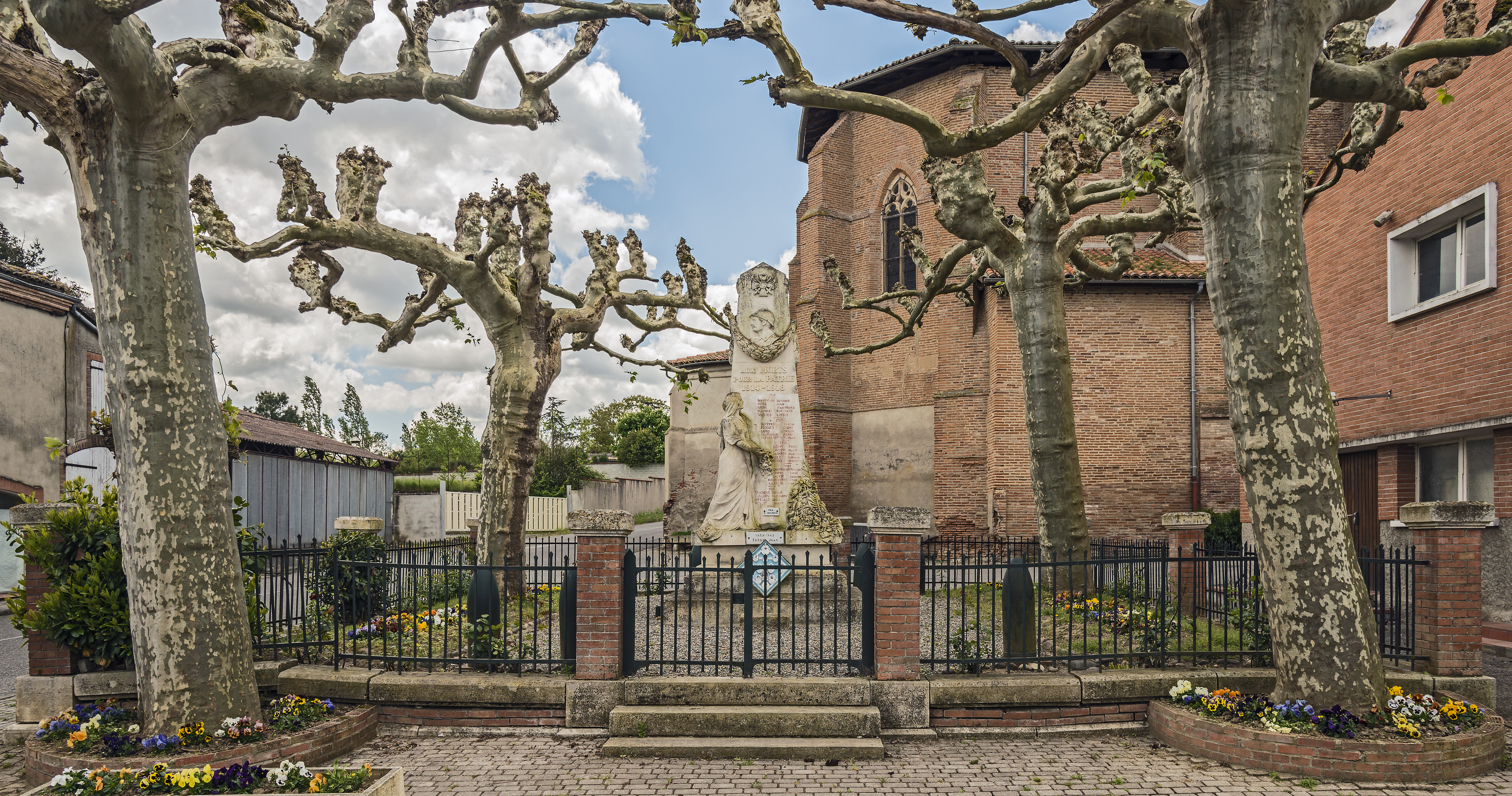
Krigsmonument

## Befolkningsutveckling
Antalet invånare i kommunen Aucamville
| Referens: INSEE |